# Vairão
Vairão ist ein Ort und eine ehemalige Gemeinde im Nordwesten Portugals.

## Geschichte
Der Ort entstand als São Salvador de Vairão im Zusammenhang mit dem hiesigen Kloster aus dem 10. Jahrhundert. Erstmals offiziell dokumentiert erscheint das Kloster Mosteiro de Vairão in einer Urkunde aus dem Jahr 974. Im 12. Jahrhundert wurde das Kloster von Benediktinerinnen übernommen und bestand bis 1891.
Bis zu den Verwaltungsreformen nach der Liberalen Revolution 1820 und dem folgenden Miguelistenkrieg (1832–1834) war Vairão eine Gemeinde im Kreis Maia. Seit 1836 ist es eine Gemeinde des Kreises Vila do Conde.
Mit der Gemeindereform 2013 wurde die eigenständige Gemeinde Vairão aufgelöst und mit Fornelo zur neuen Gemeinde Fornelo e Vairão zusammengeschlossen.

## Verwaltung
Vairão war Sitz einer eigenständigen Gemeinde (Freguesia) im Kreis (Concelho) von Vila do Conde im Distrikt Porto. Sie hatte eine Fläche von 4,6 km² und 1251 Einwohner (Stand 30. Juni 2011).
Im Zuge der Gebietsreform zum 29. September 2013 wurden die Gemeinden Vairão und Fornelo zur neuen Gemeinde União das Freguesias de Fornelo e Vairão zusammengeschlossen. Fornelo wurde Sitz dieser neu gebildeten Gemeinde, die bisherige Gemeindeverwaltung in Vairão blieb als Bürgerbüro weiter bestehen.